# جیلیان هال
جیلیان هال (انگلیسی: Jillian Hall؛ زادهٔ ۶ سپتامبر ۱۹۸۰) کشتی‌گیر کشتی حرفه‌ای اهل ایالات متحده آمریکا است.